# Andringitra macrantha
Andringitra macrantha är en malvaväxtart som först beskrevs av John Gilbert Baker, och fick sitt nu gällande namn av Skema. Andringitra macrantha ingår i släktet Andringitra och familjen malvaväxter. Inga underarter finns listade i Catalogue of Life.